# Осморог (герб)
Осморог, Геральд (пол. Gierałt, Cicierza, Gerald, Gieralt, Hosmorog, Osmarog, Osmarany, Osmioróg, Osmoróg, Rogów) — гласный польский дворянский герб.

## Описание герба
В поле червлёном крест серебряный с раздвоенными концами, так что он о восьми углах, а в разделении концов положено по шару. Над короной сидит тетерев, как бы собирающийся лететь. Название этого герба — крест о восьми концах (osmorog) — объясняется тем, что воин, по имени Геральт, имевший первоначально в гербе своем птицу, в возмездие за проповедь христианства язычникам пожалован от Папы крестом; а первоначальный его герб помещён в нашлемнике.
— А. Б. Лакиер. Русская геральдика

Герб Геральд (употребляют: Гержинские) внесен в Часть 2 Гербовника дворянских родов Царства Польского, стр. 42.

## Герб используют
Белчницкие (Belcznicki), Врублевские (Wróblewscy,Wróblewski), Дыменские (Dymienski), Фасцишевские (Fasciszewski), Геральты (Gieralt), Гералтовские (Gieraltowski), Герчинские (Gierczynski), Герловичи, Гержинские (Gierzynski), Гинейт (Ginejt, Ginelt, Gineyt Towianski), Гневек (Gniewek), Кочоновские (Koczonowski), Коссовские (Kossowski), Магнусы (Magnus), Мозгавские (Mozgawski), Осмороги (Osmorog), Першхала (Pierszchala), Ржешинские (Rzeszynski), Семиховские (Siemichowski, Siemiechowski), Скретовские (Скрентовские, Skretowski), Слонецкие (Slonecki), Сургут (Сурконт, Surgut, Surgunt, Surkont, Surguta, Surkot), Суржицкие (Surzycki), Товянские (Towianski), Венжицкие (Wezycki), Вишицкие (Wiszycki), Вольские (Wolski), Вробильские (Wrobilski), Вроблевские (Wroblewski), Врублинские (Wroblinski), Выжицкие (Wyzycki), Землешеры (Zemleszczery)